# Ellen Rock
Ellen Rock (auch: Round Cay) ist eine Insel der Grenadinen und Teil des Staates St. Vincent und die Grenadinen.

## Geographie
Ellen Rock gehört zu den Grenadinen, einer Inselgruppe der Kleinen Antillen, verwaltungstechnisch gehört sie zum Parish Grenadines. Das Eiland liegt zusammen mit Pelican Rock (Flat Cay), Catholic Island und Jondell vor der Nordwestküste von Mayreau im Süden der Inselgruppe.